# 9533 Aleksejleonov
A 9533 Aleksejleonov (ideiglenes jelöléssel 1981 SA7) a Naprendszer kisbolygóövében található aszteroida. Ljudmila Vasziljevna Zsuravljova fedezte fel 1981. szeptember 28-án.